# Kong: King of the Apes
Kong: King of the Apes (Kong: Rei dos Macacos, no Brasil ou Kong: O Rei dos Macacos em Portugal) é uma série de desenho animado americana-canadense-japonesa exclusiva da Netflix e co-criada entre os estúdios Arad Animation, Oriental Light and Magic, Sprite Animation Studios e 41 Entertainment. A série originalmente estreou no dia 15 de abril de 2016.
A primeira temporada estreou com 13 episódios, o primeiro sendo um filme de 80 minutos. Além disso a Netflix também disponibiliza vídeos extras mostrando batalhas de Kong contra os Bionobôs que são destravados ao final de cada episódio assistido. Uma segunda temporada foi confirmada. A segunda temporada da série já está disponível na Netflix com 10 episódios.

## Sinopse
Certo dia o garoto Lukas Remy, filho do renomado cientista Dr. Leo Remy, salva um bebê gorila de dois caçadores na floresta. Logo Lukas decide adotar o bebê gorila que é batizado de Kong, para desgosto de seu irmão Richard que passa a sentir inveja de Kong. Depois de um certo tempo Kong cresce e fica gigante, forçando ao Dr. Remy e seus filhos terem que abandonar a cidade para morarem numa casa na floresta. Depois de um tempo Richard passa a desenvolver projetos para criar dinossauros robóticos e invade o laboratório de seu pai para testar uma de suas invenções, porém acaba sofrendo um acidente que o forçou a ter que usar partes biônicas em seu corpo para sobreviver. Após esse acidente Richard acaba sendo afastado de seu pai e irmão indo morar com sua mãe, jurando vingança contra Kong.
10 anos depois Lukas cresce e passa a fazer missões de resgate salvando pessoas e animais. Por conta de problemas envolvendo o governo, Kong é transferido para a ilha Alcatraz onde se torna a atração principal. No entanto Richard reaparece já adulto e propõe com seu pai planos para transformar a ilha numa conserva de história natural e marinha, juntamente de seus recém dinossauros biônicos "Bionobôs", porém ele força a Kong usar uma coleira para manipulá-lo. Depois do falecimento do Dr. Remy, Richard tira proveito para fazer Kong perder o controle e atacar as pessoas. Nisso Lukas junto de sua equipe resgatam Kong e o levam para um esconderijo secreto na floresta, onde desde então Kong passa a ter que lutar contra os Bionobôs para salvar a humanidade.

## Personagens

### Protagonistas
- Lukas Remy - Filho do Dr. Leo Remy e irmão gêmeo de Richard. Desde pequeno sempre demonstrou se importar com os animais e fazer resgates na natureza. Foi o responsável por resgatar Kong quando ele ainda era um filhote que se tornou desde a infância seu melhor amigo. Depois de adulto ele passa a defender Kong de seu irmão e seus esquemas maléficos.
- Kong - Um gorila azulado e gigante. Foi adotado por Lukas quando ele ainda era um bebê gorila que estava sendo caçado por caçadores. Com o tempo foi crescendo até se tornar um gorila gigante o que resultou no ódio e inveja de Richard por ele. Na história ele é responsável por ajudar Lukas e sua equipe durante as missões contra Richard. Ele demonstra uma personalidade muito dócil e infantil. É equipado com um par de braceletes e uma mochila a jato criados por Jonesy.
- Doug "Jonesy" Jones - O melhor amigo humano e parceiro de Lukas nas missões. Ele é o gênio e inventor da equipe, e é responsável por pilotar a nave. Ele tem um amor questionável por Botila.
- Danny Quon - O irmão mais novo de Amy que tem a habilidade de se comunicar com os animais. Ele é um dos melhores amigos de Kong. Ele é descendente chinês.
- Franciska "Panchi" - A neta de Anita que se alia a equipe de Lukas depois do segundo episódio. Assim como Danny ela demonstra um grande interesse pela natureza e os animais e é uma grande amiga de Kong.
- Amy Quon - Uma veterinária e irmã mais velha de Danny que faz parte da equipe de Lukas. Ela é descendente chinesa.
- Anita - A empregada espanhola da família Remy. Ela serviu como babá para Lukas e Richard na infância deles, e mesmo depois de tantos anos continua na família. É dona do papagaio Chatter e é avó de Franciska.
- Tagarela (Chatter) - O papagaio falante de Anita. Ele possui uma asa biônica, tendo servido como um dos primeiros experimentos do Dr. Leo Remy o ajudando a cobrir os danos de sua asa. Muitas vezes serve como alívio cômico nos episódios.

### Antagonistas
- Doutor Richard Remy - O irmão gêmeo de Lukas. No passado morava com o pai e o irmão, e desde sempre detestava Kong. Ainda quando criança sofreu um acidente com uma de suas invenções que lhe custou um olho que foi substituído por peças biônicas. Depois de adulto passou a criar planos para incriminar Kong e seu irmão Richard, usando sua serva Botila e seus bionobôs para os atacarem.
- Botila - A assistente de Richard. Uma androide biônica com uma força sobre-humana que foi criada para auxiliar Richard em seus planos para deter Kong e seus amigos. É sempre muito sarcástica e frequentemente atura os abusos de seu mestre, frequentemente o questionando a razão dele cometer tais crimes.
- Bionobôs (Bionobots) - As criações de Richard que ele tem projetado desde a infância. Dinossauros artificiais feitos a base da biônica que servem como sua armada contra Kong. Entre seus Bionobôs já apresentados estão Tiranossauros, Tricerátopos, Pteranodontes, uma Lula Gigante e um Megalodonte.
- Caçadores - Uma dupla que serve ao Richard. Originalmente apareceram tentando caçar Kong no passado quando ele ainda era um bebê. Eles reaparecem muito tempo depois passando a servir Richard em seus planos maléficos normalmente usando os Bionobôs pro serviço.

### Recorrentes
- Doutor Leo Remy - O pai de Lukas e Richard que faleceu no primeiro episódio. Quando ainda estava vivo foi responsável por criar um centro de desenvolvimento de vida selvagem numa ilha (batizada como a Ilha Kong) da qual também viria a ser uma casa pra Kong que foi passada para seus filhos.
- Sortudo (Lucky) - Um filhote de ligre adotado por Lukas e sua equipe. Ele vive com eles desde o falecimento de sua mãe no primeiro episódio.
- Dama (Lady) - A ligre mãe do filhote Sortudo que morreu ainda no primeiro episódio.